# Salva de tiros

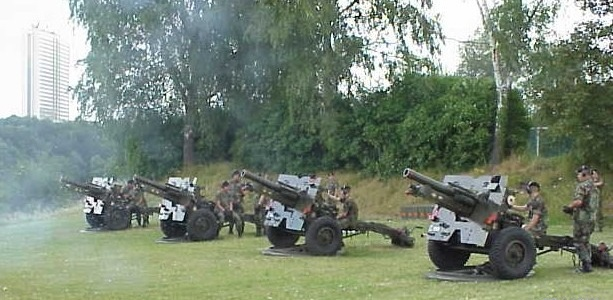
Salva de tiros com 101 disparos, por ocasião do feriado nacional do Luxemburgo.

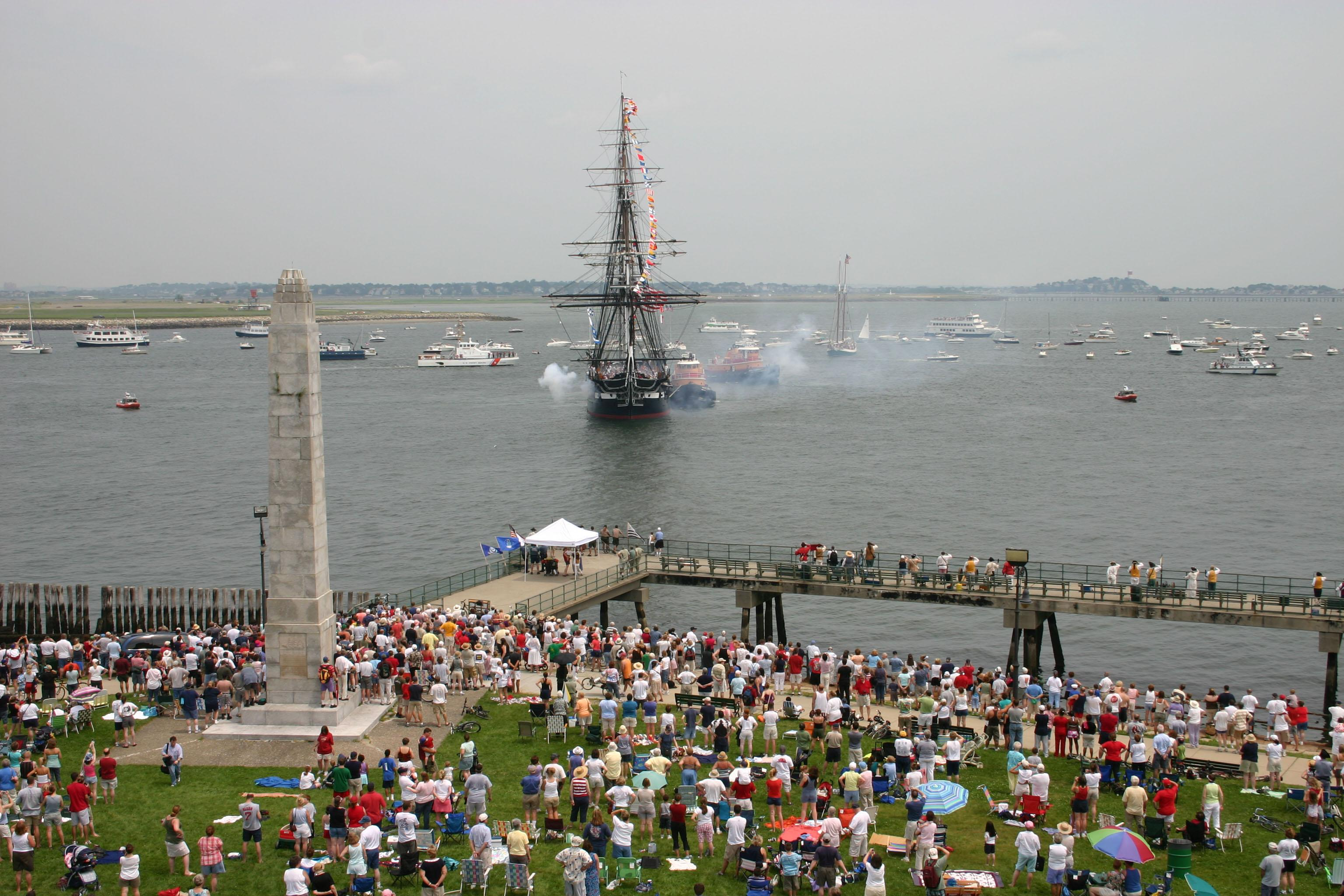
O USS Constitution faz uma salva de 21 tiros em Fort Independence durante o cruzeiro do Dia da Independência dos Estados Unidos.

Salva de tiros ou salva de armas é um tiro (ou, mais frequentemente, uma série de vários tiros em intervalos regulares, normalmente 21) feito por pessoal militar com armas de artilharia, geralmente usando munição de festim, e que serve como forma de celebração ou homenagem em cerimónias militares.
A tradição de saudar pode ser atribuída à prática medieval de se colocar em uma posição de desarme e, portanto, colocar-se em poder daqueles que estão sendo honrados. Isso pode ser visto no abaixamento da ponta da espada, apresentando armas, disparando canhões e armas de pequeno calibre, diminuindo as velas, lotações, os estaleiros, a remoção do capacete ou a imposição de remos.
As salvas de tiros terão muito provavelmente origem na tradição naval, quando um vaso de guerra disparava os canhões para o mar sem causar dano em terra ou a outros navios até que toda a munição fosse gasta, para mostrar que estava desarmado e que assim não tinha intenções hostis.
Com a evolução das tradições navais, 21 tiros são hoje normalmente disparados para homenagear chefes de Estado, e o número decresce com a importância protocolar de quem recebe a honra. Múltiplos de 21 tiros podem ser disparados em cerimónias ou ocasiões de particular importância.